# Dispersion
För typen av blandningar (dispersa system), se dispersion (kemi).

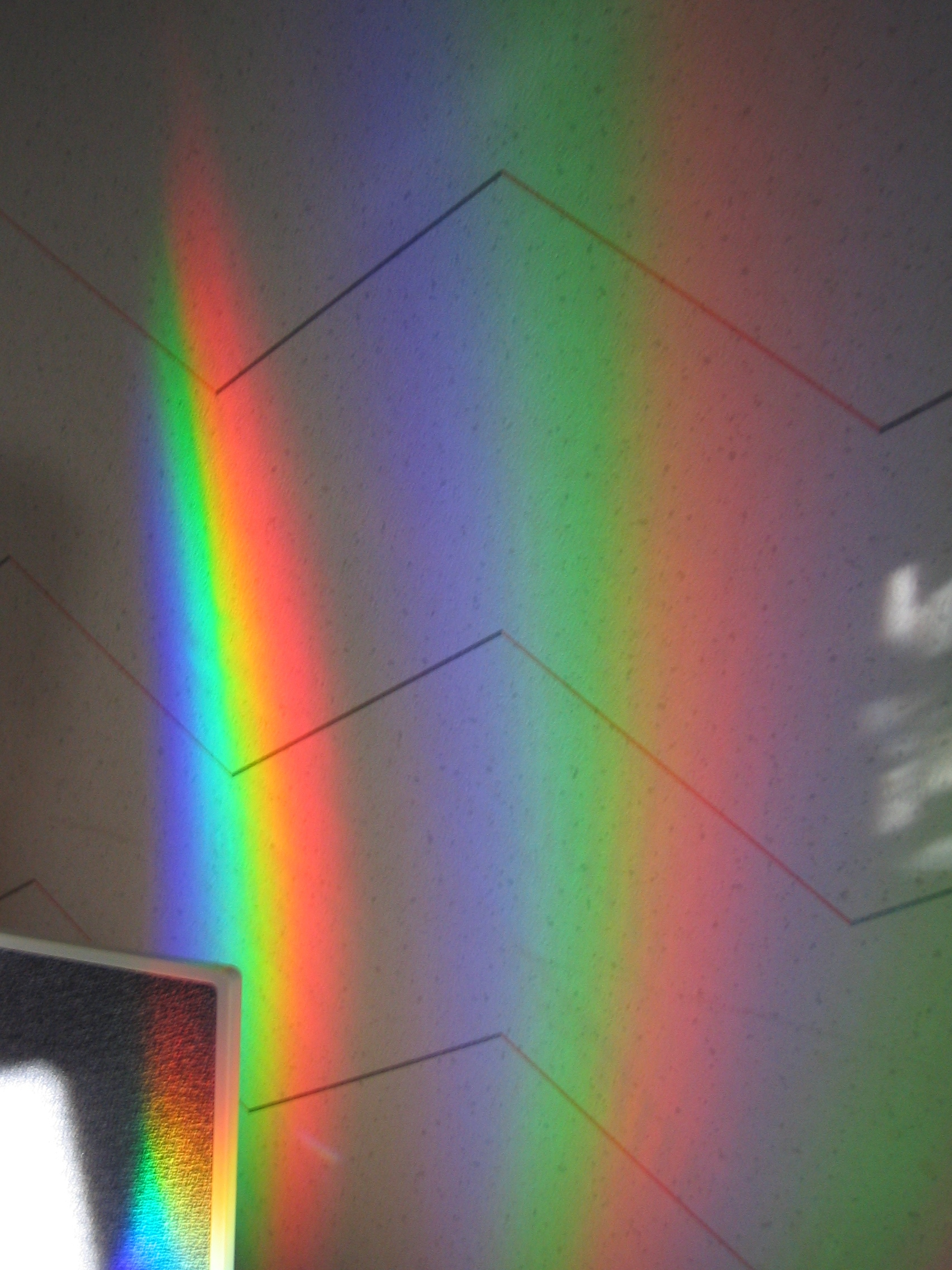
Optisk dispersion

Dispersion i ett prisma alstrar ett färgspektrum

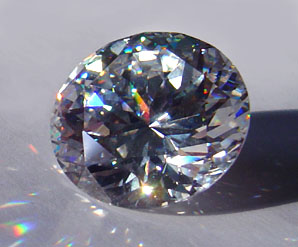
Briljantslipad kubisk zirkonia

Inom fysiken syftar dispersion på vissa typer av spridning. Med dispersion avses då inte onoggrannhet och rubbning av exakthet utan ett fysiskt fenomen.
Begreppet innefattar frekvensspridning inom optiken, vissa mekaniska vågors utbredning, gemmologi och för verkan av van der Waals-krafter i gaser och kolloidala system (se vidare dispersion (kemi)). I övriga fall och inom akustik används termen spridning.
Elektromagnetisk strålnings vinkelhastighet beror på dess frekvens och ger därför för vitt ljus en uppdelning i olika våglängd, när det passerar ett glasprisma eller vattendroppar - regnbågen. Dispersion inom astrofysik avser den, i varierande grad, fördröjning som drabbar strålning som sprids mot elektroner i interstellära rymden.
Inom exempelvis fibertekniken skiljer man sålunda på:
Moddispersion:
- Spridning i löptid (periodtid) mellan olika moder. Uppstår endast i multimodefiber

Materialdispersion:
- Glasets brytningsindex och därmed ljusets hastighet i fibern ändras med våglängden. Detta medför att det blir periodtidsvariationer mellan de skilda våglängderna i ljusets spektrum.

Inom gemmologin är en stark dispersion önskvärd. Den ger en ofärgad smyckesten tillsammans med god slipning ett färgspel i regnbågsfärger och brukar kallas att stenen har eld. Effekten är tydlig hos diamant. Måttet på dispersionen är skillnaden i brytningsindex för blått och rött ljus hos stenen. Traditionellt mäts brytningsinexen vid de fraunhoferska linjerna G och B motsvarande våglängderna 430,8 (blått ljus) respektive 686,7 nm (rött ljus) och skillnaden anges som BG-dispersion. Ibland anges CF-dispersion där C-linjen ligger vid 656,3 nm och F-linjen vid 486,1 nm. Dispersion är en materialegenskap och kan användas som ett led att identifiera mineral och smyckestenimitationer. Exempel på dispersionsvärden är: 
- kubisk zirkonia 0,060 BG, 0,035 CF
- diamant 0,044 BG, 0,025 CF
- zirkon 0,039 BG, 0,022 CF
- bergkristall 0,013 BG, 0,008 CF
- vatten 0,010 BG, 0,006 CF[2]

För vågor i och på vatten talar man ofta om dispersion, medan man för andra mekaniska vågor, t.ex. om ljuds utbredning och riktningskarakteristik säger spridning.